# Офтальмия
Офтальми́я (от др.-греч. ὀφθαλμία — «воспаление глаз») — общее название некоторых воспалительных поражений глаза, например вследствие заболевания или повреждения глаза (симпатическая офтальмия), при занесении в глаз инфекции с током крови (метастатическая офтальмия), при интенсивном ультрафиолетовом облучении глаза (электроофтальмия).
Снежная офтальмия или снежная слепота — ожог конъюнктивы и роговой оболочки глаза ультрафиолетовыми лучами солнца, отражёнными от снежных кристаллов. Особенно часто возникает весной, в период «сияния снегов», когда отражательная способность снежного покрова возрастает.

## Профилактика
Заболевание можно предотвратить с помощью солнцезащитных очков, которые пропускают 5-10 % видимого света и поглощают почти все ультрафиолетовые лучи. Эти очки должны иметь большие линзы, чтобы избежать случайного попадания света.

## Лечение
Боль может быть временно облегчена анестезирующими глазными каплями. Однако эти капли мешают заживлению роговицы и могут привести к образованию язвы роговицы и даже к потере зрения. Холодные, влажные компрессы над глазами и искусственные слёзы также используются для облегчения боли. В лечении используются нестероидные противовоспалительные препараты (НПВП) в виде глазных капель.